# Opipramol
Opipramol ist ein beruhigend, stimmungshebend sowie angst- und spannungslösend wirkender Arzneistoff.
Er wird zur Gruppe der trizyklischen Antidepressiva gezählt, unterscheidet sich jedoch deutlich von deren üblicher Wirkungsweise (siehe Abschnitt Pharmakologie).
Opipramol ist in Deutschland ein häufig verordnetes Psychopharmakon (Stand: 2016). Der beruhigende Effekt tritt vor Einsetzen des stimmungshebenden ein.
Chemisch gehört Opipramol zur Klasse der Dibenzazepine und wird arzneilich in Form des Opipramoldihydrochlorids verwendet. Trotz seines Namens ist es kein Opioid.

## Indikationen
Opipramol wird eingesetzt bei Verstimmungszuständen einhergehend mit Angst, Unruhe, Spannung, Schlafstörungen oder Depression. Des Weiteren wird es angewendet bei generalisierter Angststörung und somatoformen Störungen.
Die Schlafqualität soll durch Opipramol nicht negativ beeinflusst werden.

## Nebenwirkungen
Nebenwirkungen können unter anderem sein: Müdigkeit, Schwindel, gastrointestinale Nebenwirkungen wie Übelkeit, sexuelle Funktionsstörungen wie z. B. Potenzstörungen. In hoher Dosierung können eventuell die Nebenwirkungen von Neuroleptika eintreten, also extrapyramidale (motorische) Störungen. Zumeist treten die Nebenwirkungen aber nur in der Anfangszeit (erste Tage bis Wochen) der Einnahme auf und sind nur schwach ausgeprägt. Opipramol darf nicht zusammen mit bzw. 14 Tage nach oder vor der Behandlung mit einem MAO-Hemmer gegeben werden.
Zusätzlich sollte der Konsum alkoholischer Getränke vermieden werden, da dies zu Benommenheit führen kann.

## Anwendung in der Schwangerschaft und Stillzeit
Es liegen keine ausreichenden Fallzahlen für eine fundierte Risikobewertung vor. Opipramol soll während der Schwangerschaft nur bei zwingender Indikation verordnet werden.
Opipramol soll in der Stillzeit nicht angewendet werden, da der Wirkstoff in geringen Mengen in die Muttermilch übertritt.

## Absetzsyndrom
Opipramol gilt als nicht abhängig machend, zumindest besteht kein bekanntes vom Wirkstoff selbst ausgehendes körperliches Abhängigkeitspotenzial. Die beruhigende Wirkung von Opipramol kann jedoch beim Absetzen ins Gegenteil umkehren und eventuell noch bestehende Störungen wieder demaskieren, so dass der Wirkstoff kontrolliert und langsam abgesetzt werden sollte.

## Pharmakologie
Opipramol hat im Gegensatz zu den meisten übrigen Vertretern der trizyklischen Antidepressiva keine hemmende Wirkung auf die Rückaufnahme von biogenen Aminen (z. B. Serotonin, Noradrenalin).
Des Weiteren weist Opipramol eine strukturelle Ähnlichkeit mit dem Antiepileptikum Carbamazepin auf, Opipramol hat jedoch keine antiepileptischen Wirkungen.
Die Wirkungsweise vieler Psychopharmaka, so auch die von Opipramol, ist nach wie vor Gegenstand der Forschung. So ist z. B. auch unklar, warum die Wirkung strukturverwandter Substanzen stark variieren kann. Aus diesem Grund wird die vor circa 40 Jahren in der Schweiz entwickelte Substanz heute primär als „stimmungsaufhellendes Anxiolytikum“ bezeichnet (Stand 2013).
Nachgewiesen sind die folgenden Wirkmechanismen:
- Aktiviert als Ligand/Agonist primär den σ1-Rezeptor und hat auch eine niedrige Affinität zum σ2-Rezeptor.[12] Diese Eigenschaft wird sowohl für antidepressive als auch anxiolytische Wirkungen von Opipramol verantwortlich gemacht.[13]

- Es blockiert mit geringer Affinität den Serotonin-Rezeptor 5-HT2A, der mit Angst, Unruhe, Panik, Zwang und Depression in Verbindung gebracht wird.

- Es blockiert mit geringer Affinität auch den Dopamin-Rezeptor D2. Diese Rezeptorblockade ist eine typische Eigenschaft der sog. Neuroleptika, welche u. a. bei Psychosen und Schizophrenie verwendet werden. Diese multiple Wirkung im ZNS erklärt die Mittelstellung von Opipramol zwischen klassischen Antidepressiva (klassische ADs wirken auf das serotonerge, noradrenerge und seltener dopaminerge System durch Rückaufnahmehemmung der Neurotransmitter am (prä-)synaptischen Spalt oder durch Modulation der Neurotransmitter-Rezeptoren am Neuron) und Neuroleptika. Der Dopamin-D2-Rezeptor wird in Zusammenhang gebracht mit Angst, Wahnvorstellungen, paranoiden Symptomen, unsinnigen Handlungen und Zwangshandlungen sowie pathologischen Bewusstseinszuständen, wie sie bei Psychosen auftreten können.

- Außerdem werden auch Histamin-H1-Rezeptoren blockiert, allerdings mit wesentlich geringerer Affinität. Dies hat eine leicht sedierende Wirkung zur Folge. Antihistaminika der älteren Generation, welche vor allem gegen Allergien eingesetzt wurden und heute durch neuere Antihistaminika ersetzt wurden, hatten die Sedierung und Beruhigung als unerwünschte Nebenwirkung. Heute sind noch einige alte Antihistaminika als Schlafmittel verkäuflich (z. B. Diphenhydramin)

- Eine sehr gering ausgeprägte anticholinerge Wirkung, die in erster Linie für die Nebenwirkungen verantwortlich zu machen ist (wie z. B. Mundtrockenheit)

Der anxiolytische (Angst lösende, entspannende, beruhigende) Effekt ist wahrscheinlich auf die Summe der oben genannten Wirkmechanismen zurückzuführen.
Bei Beginn der Einnahme von Opipramol-Präparaten setzt zunächst rasch eine beruhigende Wirkung ein, erst nach etwa ein bis zwei Wochen wird dieser Effekt durch eine stimmungsaufhellende Wirkkomponente ergänzt. Die sedierende Wirkung kann schon bei erster Einnahme eintreten.
Die Halbwertszeit von Opipramol im menschlichen Körper ist individuell verschieden und beträgt zwischen 6 und 11 Stunden; bei dauerhafter Einnahme verlängert sich die Halbwertszeit nicht.

## Handelsnamen und Hersteller
Opipramol wird unter dem Handelsnamen Insidon von Laboratoires Juvise Pharmaceuticals vertrieben, es existieren mehrere Generika, beispielsweise Opipram.